# Design Plus Award
Der Design Plus Award ist eine Auszeichnung für Produktdesign, die von 1983 bis 2017 jährlich an die Gewinner eines fachjurierten Wettbewerbs im Rahmen der jährlichen internationalen Frühjahrs-Konsumgütermesse Ambiente der Messe Frankfurt in Frankfurt am Main vergeben wurde. Seit 1991 wird der Preis auch auf der Internationalen Sanitär- und Heizungsmesse (ISH) und seit 2002 auf der internationalen Fachmesse für Beleuchtung und Gebäudeautomation, Light + Building ausgeschrieben.

## Ausrichter
Ausrichter des Wettbewerbes ist die Initiative Form und Leben, deren Träger die Messe Frankfurt gemeinsam mit dem Rat für Formgebung und dem Deutschen Industrie- und Handelskammertag ist.

## Modalitäten
Der Hersteller/Designer des siegreichen Produkts erhält eine Urkunde und darf mit dem Signet Design Plus dafür werben. Die jurierten Güter werden während der jeweiligen Messe auf einer Sonderschau präsentiert. Design Plus zählt neben dem German Design Award, dem red dot design award und dem iF Design Award zu den renommiertesten derartigen Auszeichnungen in Deutschland. Die Teilnahme-, Dokumentations- und Präsentationskosten sind bei Design Plus deutlich niedriger als bei den vorgenannten Designpreisen, jedoch ist die Teilnahme in der Regel nur für Messeaussteller mit bei der jeweiligen Messe neuvorgestellten Waren möglich, deren Markteinführung nicht länger als zwei Jahre vor Messebeginn liegen darf.

## Zielsetzung
Auf Initiative des Design-Plus-Initiators und langjährigen Jurymitglieds Michael Peters wurde Design Plus im Rahmen verschiedener Maßnahmen zur Unterstützung und Erweiterung der Bedeutung des Themas Design für die Frankfurter Konsumgütermessen auch zur Nachwuchsförderung eingesetzt. Neben der kostenlosen Beteiligungsmöglichkeit an dem zwischen 1990 und 1994 von den Gestalten durchgeführten Wettbewerb mit Sonderschau Experimente der Impuls Design Förderung bot die Messe jungen Künstlern und Nachwuchsdesignern zusätzlich auch einen kostenlosen Design-Plus-Prototypenwettbewerb. Die Synergie dieser Initiativen war vor allem dazu angetan, den kommerziellen Blickwinkel der Hersteller und Händler für Fragen der Warenästhetik zu provozieren, zu schärfen und zu erweitern. Im Sinne dieses nicht zuletzt durch das „Plus“ im Titel zum Ausdruck gebrachten erweiterten Designverständnisses wurden sogar im regulären Wettbewerbssegment neben klassischem Konsumgüterdesign hin und wieder auch dezidiert konsum- und designkritische Kunstwerke wie die dekonstruktiven Multiples „Rasierter Perser“ von Christian Borngräber und „Consumer’s Rest Lounge Chair“ von Stiletto oder das Readymade „otto chair“ von Werner Aisslinger ausgezeichnet.
In der werblichen Sprache des Gründungsjahres 1983 klang das zielsetzende Credo der Initiative laut ihrer offizieller Erklärung noch so: „Mit der Erweiterung der klassischen Kriterien für beispielhaftes Design wie sachlicher Grundnutzen und ästhetische Vollkommenheit durch Zeitgeschmack, sinnlichen Lebensnutzen und innovativen Wert will die Ausschreibung richtungsweisende Impulse für gutes Design auslösen: das Morgen ist das Design von heute“.

## Geschichte und Entwicklung
Ursprünglich war Design Plus für die Frankfurter Frühjahrsmesse als Pendant zur langjährigen Auszeichnung Form gedacht, die bis 2002 auf der jährlichen Frankfurter Herbst-Konsumgütermesse (später in Tendence umbenannt) parallel vergeben wurde (wobei hier die Teilnahme für die Aussteller komplett kostenlos war).
Im Laufe der Jahre wurde Design Plus auch auf andere Messen wie die Light + Building erweitert. Der Umstand, dass Design heute, ganz im Gegensatz zur Nachkriegszeit in Europa, vor allem im Konsumgütersegment nicht mehr förderungsbedürftig, sondern vielmehr themen- und marktbeherrschend geworden ist, führte dazu, dass auf den beiden Frankfurter Konsumgütermessen nach der Form auch Design Plus als reiner Designförderpreis obsolet wurde. Das Konzept der Sonderjurierungen und der Nachwuchsförderung durch subventionierte Sonderschauformate, wie den Talents, wurde hingegen fortgeführt. Sowohl echte als auch pseudoaltruistische Aspekte der Ökologie, Ethik und Nachhaltigkeit spielen im Konsumgütermarketing mittlerweile eine wesentlich zeitgemäßere Rolle als Design an und für sich. Zumal die geradezu inflationäre Zunahme an größtenteils undotierten, aber mit unverhältnismäßig hohen Teilnahmekosten verbundenen Designpreisen eine unvoreingenommene Qualitätsaussage all dieser Auszeichnungen im Sinne utilitärer, ästhetischer oder ökologischer Hilfestellungen für Konsumentenentscheidungen inzwischen mindestens fragwürdig erscheinen lassen.

## Preisträger

### PreisträgerAmbiente(Auswahl)
- 1988: Christian Borngräber für Multiple „Rasierter Perser“
- 1991: Stiletto Studio,s für Multiples „Consumer’s Rest“ und „Designblüte“
- 1991: Rolf Krüger für Schott-Zwiesel-Glaswerke A.G. „Zierflaschen“[7]
- 1992: Alberto Meda für Leuchte „Titania“, Werner Aisslinger für Soziale Plastik „otto chair“
- 1993: Tassilo von Grolman für Teekanne und Stövchen „Mono Filio“
- 1999: Ron Arad
- 2003: Karl Emilio Pircher von Walking-Chair Design Studio für Konferenztisch „Ping meets Pong“
- 2005: Karim Rashid

### PreisträgerISHundLight + Building(Auswahl)
- 2002 (L+B): Stiletto Design Vertreib für Multiple „Light Club“[8]
- 2007 (ISH): Schüco für die Gestaltung einer solaren Kältemaschine